# Noyers-Pont-Maugis
Noyers-Pont-Maugis és un municipi francès situat al departament de les Ardenes i a la regió del Gran Est. L'any 2007 tenia 718 habitants.

## Demografia

### Població
El 2007 la població de fet de Noyers-Pont-Maugis era de 718 persones. Hi havia 284 famílies de les quals 64 eren unipersonals (16 homes vivint sols i 48 dones vivint soles), 96 parelles sense fills, 104 parelles amb fills i 20 famílies monoparentals amb fills.
La població ha evolucionat segons el següent gràfic:
Habitants censats

### Habitatges
El 2007 hi havia 305 habitatges, 281 eren l'habitatge principal de la família, 3 eren segones residències i 21 estaven desocupats. 287 eren cases i 18 eren apartaments. Dels 281 habitatges principals, 237 estaven ocupats pels seus propietaris, 40 estaven llogats i ocupats pels llogaters i 4 estaven cedits a títol gratuït; 5 tenien dues cambres, 44 en tenien tres, 87 en tenien quatre i 145 en tenien cinc o més. 198 habitatges disposaven pel capbaix d'una plaça de pàrquing. A 122 habitatges hi havia un automòbil i a 133 n'hi havia dos o més.

### Piràmide de població
La piràmide de població per edats i sexe el 2009 era:
| Homes | Edats   | Dones |
| ----- | ------- | ----- |
| 0     | 95 o +  | 0     |
| 0     | 90 a 94 | 0     |
| 4     | 85 a 89 | 4     |
| 4     | 80 a 84 | 12    |
| 8     | 75 a 79 | 4     |
| 16    | 70 a 74 | 16    |
| 12    | 65 a 69 | 8     |
| 28    | 60 a 64 | 20    |
| 16    | 55 a 59 | 28    |
| 32    | 50 a 54 | 36    |
| 28    | 45 a 49 | 12    |
| 24    | 40 a 44 | 32    |
| 32    | 35 a 39 | 28    |
| 36    | 30 a 34 | 16    |
| 20    | 25 a 29 | 20    |
| 24    | 20 a 24 | 24    |
| 16    | 15 a 19 | 24    |
| 40    | 10 a 14 | 12    |
| 24    | 5 a 9   | 24    |
| 8     | 0 a 4   | 16    |

## Economia
El 2007 la població en edat de treballar era de 460 persones, 331 eren actives i 129 eren inactives. De les 331 persones actives 303 estaven ocupades (164 homes i 139 dones) i 28 estaven aturades (12 homes i 16 dones). De les 129 persones inactives 48 estaven jubilades, 43 estaven estudiant i 38 estaven classificades com a «altres inactius».

### Ingressos
El 2009 a Noyers-Pont-Maugis hi havia 289 unitats fiscals que integraven 734,5 persones, la mediana anual d'ingressos fiscals per persona era de 16.871 €.

### Activitats econòmiques
Dels 8  establiments que hi havia el 2007, 1 era d'una empresa extractiva, 3 d'empreses de construcció, 3 d'empreses de comerç i reparació d'automòbils i 1 d'una empresa de serveis.
Dels 3 establiments de servei als particulars que hi havia el 2009, 1 era un guixaire pintor, 1 fusteria i 1 electricista.
L'únic establiment comercial que hi havia el 2009 era una botiga de material esportiu.
L'any 2000 a Noyers-Pont-Maugis hi havia 9 explotacions agrícoles que ocupaven un total de 423 hectàrees.

## Equipaments sanitaris i escolars
El 2009 hi havia 1 escola maternal i 1 escola elemental.

## Poblacions més properes
El següent diagrama mostra les poblacions més properes.